# Pelagio Antonio de Labastida y Dávalos
Pelagio Antonio de Labastida y Dávalos (Zamora de Hidalgo, 21 marzo 1816 – Città del Messico, 4 febbraio 1891) è stato un arcivescovo cattolico messicano; uno dei membri della reggenza messicana che invitò Massimiliano d'Austria ad accettare il trono del Messico.

## Biografia
Nel 1830 entrò nel seminario di Morelia dove poi divenne insegnante e anche direttore. Tra i suoi compagni c'erano Clemente Munguía, futuro arcivescovo di Morelia, e Melchor Ocampo, futuro ministro degli Esteri della repubblica messicana.
Ordinato sacerdote nel 1839, ben presto divenne famoso come oratore di tendenze conservatrici, predicando contro tutte le idee liberali e democratiche e battendosi contro la massoneria. Diventato canonico di Morelia nel 1854, si oppose alle dottrine liberali di Melchor Ocampo e di Miguel Lerdo de Tejada, arrivando a definirli eretici.
Dopo la vittoria dei Conservatori e la salita al potere di Antonio López de Santa Anna, nel luglio 1855 nella Cattedrale di Città del Messico fu consacrato vescovo di Puebla.
Nel dicembre 1855 utilizzò i fondi della diocesi per aiutare la rivolta di Antonio Haro y Tamariz, perché il governo federale aveva ordinato la vendita di alcuni terreni di proprietà della diocesi.
Dopo il ritorno al potere dei liberali nel 1857, Labastida scelse di andare in esilio in Europa, dove continuò a supportare i conservatori, che riconquistarono il governo nel 1859 con il generale Miguel Miramón, che lo richiamò in Patria.
Più tardi dovette tornare in esilio nuovamente in Europa. Nel 1862 visitò Massimiliano d'Asburgo a Trieste. All'inizio dell'anno successivo si recò in Italia per incontrare papa Pio IX. Il 18 marzo 1863 il papa lo promosse arcivescovo di Città del Messico.

### Intervento francese
La Francia invase il Messico nel 1862 e il 10 giugno 1863 il generale Élie Frédéric Forey entrò nella capitale, Città del Messico, convocando immediatamente il Concilio dei Notabili per discutere della rifondazione di quello che poi sarebbe stato il Secondo Impero messicano.
Ci fu un accordo di massima sulla creazione dell'impero, ma un disaccordo su chi dovesse ricevere la corona. Fu proprio il vescovo Labastida che propose Massimiliamo e la sua proposta fu accolta per acclamazione. Il 21 giugno 1863 fu nominato dal Consiglio dei Notabili, insieme Juan Nepomuceno Almonte e José Mariano Salas, membro della Reggenza dell'Impero, che doveva amministrare il paese fino all'arrivo del nuovo imperatore. Il triumvirato inviò una commissione per offrire la corona a Massimiliano.
In seguito ai contrasti con François Achille Bazaine, comandante in capo dell'esercito francese, che intendeva applicare le leggi Napoleoniche sulle proprietà ecclesiastiche, il 17 novembre 1863 Labastida fu rimosso dall'incarico e sostituito da Juan Bautista de Ormaechea, vescovo di Tulancingo. Anche i rapporti tra Labastida e l'imperatore andarono via via peggiorando, soprattutto dopo che l'imperatore concesse la libertà di culto nel paese.
Con la fine dell'Impero e il trionfo della Repubblica nel 1867, Labastida si ritirò nuovamente in esilio in Europa, anche se mantenne il titolo di Primate della Chiesa messicana. In questa veste partecipò al Concilio Vaticano I. Nel 1871 il presidente Benito Juárez gli permise di ritornare in Patria.

## Genealogia episcopale e successione apostolica
La genealogia episcopale è:
- Cardinale Scipione Rebiba
- Cardinale Giulio Antonio Santori
- Cardinale Girolamo Bernerio, O.P.
- Arcivescovo Galeazzo Sanvitale
- Cardinale Ludovico Ludovisi
- Cardinale Luigi Caetani
- Cardinale Ulderico Carpegna
- Cardinale Paluzzo Paluzzi Altieri degli Albertoni
- Papa Benedetto XIII
- Papa Benedetto XIV
- Papa Clemente XIII
- Cardinale Marcantonio Colonna
- Cardinale Giacinto Sigismondo Gerdil, B.
- Cardinale Giulio Maria della Somaglia
- Cardinale Carlo Odescalchi, S.I.
- Vescovo Joaquín Fernández de Madrid y Canal
- Arcivescovo Clemente de Jesús Munguía y Núñez
- Arcivescovo Pelagio Antonio de Labastida y Dávalos

La successione apostolica è:
- Vescovo Bernardo Gárate y López de Arizmendi (1864)
- Vescovo Juan Bautista Ormaechea y Ernáiz (1864)
- Vescovo Agustín Cecilio Gómez de Carpena y Bolio (1864)
- Vescovo José Maríe del Refugio Guerra y Alva (1872)
- Vescovo Tomás Barón y Morales (1876)
- Vescovo Agustín de Jesús Torres y Hernandez, C.M. (1882)
- Vescovo Crescencio Carrillo y Ancona (1884)
- Vescovo Miguel Mariano Luque y Ayerdi (1884)
- Vescovo José Ignacio Suárez Peredo y Bezares (1887)
- Arcivescovo Eulogio Gregorio Clemente Gillow y Zavalza (1887)